# أيريس بيريرا دي سوزا
أيريس بيريرا دي سوزا (بالبرتغالية: Íris Pereira de Souza) هو لاعب كرة قدم برازيلي في مركز الوسط، ولد في 12 فبراير 1945 في البرازيل. لعب مع نادي فلومينينسي ونادي كورينثيانز.

## وصلات خارجية
- أيريس بيريرا دي سوزا على موقع الاتحاد الدولي (مؤرشف)  (الإنجليزية)
- أيريس بيريرا دي سوزا على موقع أوليمبيديا (الإنجليزية)